# Свобода (богиня)

Статуя Свободи та острів Свободи у затоці Нью-Йорка

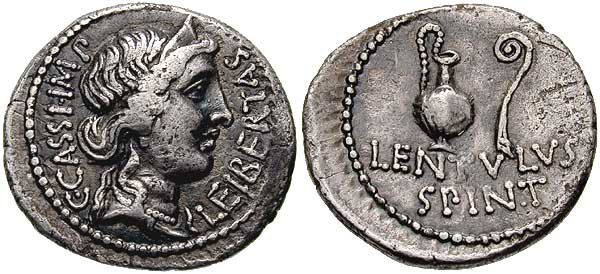
Libertas

Богиня Свободи отримала своє ім'я символізуючи поняття свобода, що існує в багатьох культурах, включаючи класичні приклади часів Римської імперії та деяких національних символів, подібних до Статуї Свободи.

## Класичні приклади
Давньоримській богині Лібертас (Свободи) поклонялися під час Другої Пунічної війни у храмі, зведеному на Авентинському пагорбі в Римі отцем Тіберія Гракха. Статуя на її честь була піднесена Клодієм на місці будинку Цицерона після того, як будинок був зруйнований. Після падіння Сеяну статую Свободи споруджено на форумі.
Зображення Свободи відоме, головним чином, за монетами часів імперії: вона представлялася або у вигляді жінки, що тримає в лівій руці спис або ріг достатку, а в правій - шапку (лат. pileus), що уособлювала відпущення на волю, або у вигляді бюста, з характерною зачіскою на голові. На північній стороні римського форуму знаходився Atrium Libertatis, де зберігалися народні переписи; при Октавіані Августі воно згоріло і було знову побудоване Азінієм Полліоном. Образ Свободи також схожий на Сола, римського бога сонця.

## Неокласичні часи
У 1793 під час Французької революції Собор Паризької Богоматері перетворений на «Храм розуму» і статуї Діви Марії замінені статуями Свободи. По всій країні проводилися свята, на яких роль богинь Свободи виконували вродливі жінки.
Національне втілення Свободи включило в себе Британію у Великобританії, «Свободу, що висвітлює світ», більш відому як «Статуя Свободи»  у Сполучених Штатах Америки та Маріанну у Франції.

## Зображення

Прапор Алабами 11 січня 1861 - 8 лютого 1861. На лицьовій стороні в середині синього полотнища зображено богиню свободи з опущеним мечем у правій руці та маленьким синім прапором із золотою зіркою

У «Свобода» часто зображується з п'ятикутними американськими зірками, зазвичай на піднятій руці. Інша рука може тримати спрямований вниз меч. Добре знайомі американцям зображення такі:
- Пам'ятник Статуї Свободи, що зображується на поштових марках
- Безліч американських монет, що зображують як бюст Свободи, так і на повне зростання
- Прапори штатів Нью-Йорк та Нью-Джерсі
- На куполі Капітолія США як символ свободи
- На куполі Капітолія штату Джорджія
- На куполі Капітолія штату Техас
- На куполі окружної будівлі суду у Форт-Уейні, штат Індіана
- На куполі окружної будівлі суду в Хакенсаку, штат Нью-Джерсі[4]